# Proconsul (primate)
Pour les articles homonymes, voir Proconsul.
Genre
Proconsul est un genre éteint de singes de la super-famille des Hominoidea. Différentes espèces vivaient en Afrique de l'Est au Miocène inférieur et moyen, de 22 à 14 millions d'années avant le présent.

## Systématique
Le genre Proconsul a été créé en 1933 par le paléontologue britannique Arthur Tindell Hopwood (d) (1897-1969).

## Caractéristiques
Les espèces du genre Proconsul ont des caractéristiques propres aux premiers Hominoidea : elles n'ont pas de queue, ont de longs bras et le volume de leur cerveau est un peu plus grand que celles de la famille des Cercopithecidae.
Arboricoles, ces espèces devaient se déplacer en cheminant au-dessus de branches sans se suspendre à celles-ci. Leurs dents laissent supposer qu'elles se nourrissaient essentiellement de fruits, mais elles complétaient peut-être leur alimentation avec de petits animaux.

## Classification phylogénétique
Phylogénie des familles de singes, d'après Perelman et al. (2011) et Springer et al. (2012) :
| Cercopithecoidea | Cercopithecidae (Babouin, Macaque, Colobe…)                                                                   |
|                  | Cercopithecidae (Babouin, Macaque, Colobe…)                                                                   |
| Hominoidea       | \| \| Hylobatidae (Gibbon) \| \| \| \| \| \| Hominidae (Orang-outan, Gorille, Chimpanzé et Homme) \| \| \| \| |
|                  | \| \| Hylobatidae (Gibbon) \| \| \| \| \| \| Hominidae (Orang-outan, Gorille, Chimpanzé et Homme) \| \| \| \| |
|                  | Hylobatidae (Gibbon)                                                                                          |
|                  | |
|                  | Hominidae (Orang-outan, Gorille, Chimpanzé et Homme)                                                          |
|                  | |

|  | Hylobatidae (Gibbon)                                 |
|  |                                                      |
|  | Hominidae (Orang-outan, Gorille, Chimpanzé et Homme) |
|  |                                                      |

|  | Cebidae (Sapajou, Singes-écureuil, Ouistiti, Tamarin…)                                                  |
|  | |
|  | \| \| Pitheciidae (Saki, Ouakari, Titi…) \| \| \| \| \| \| Atelidae (Atèle, Singe-hurleur…) \| \| \| \| |
|  | |
|  | Pitheciidae (Saki, Ouakari, Titi…)                                                                      |
|  | |
|  | Atelidae (Atèle, Singe-hurleur…)                                                                        |
|  | |

|  | Pitheciidae (Saki, Ouakari, Titi…) |
|  |                                    |
|  | Atelidae (Atèle, Singe-hurleur…)   |
|  |                                    |

| Cercopithecoidea | Cercopithecidae (Babouin, Macaque, Colobe…)                                                                   |
|                  | Cercopithecidae (Babouin, Macaque, Colobe…)                                                                   |
| Hominoidea       | \| \| Hylobatidae (Gibbon) \| \| \| \| \| \| Hominidae (Orang-outan, Gorille, Chimpanzé et Homme) \| \| \| \| |
|                  | \| \| Hylobatidae (Gibbon) \| \| \| \| \| \| Hominidae (Orang-outan, Gorille, Chimpanzé et Homme) \| \| \| \| |
|                  | Hylobatidae (Gibbon)                                                                                          |
|                  | |
|                  | Hominidae (Orang-outan, Gorille, Chimpanzé et Homme)                                                          |
|                  | |

|  | Hylobatidae (Gibbon)                                 |
|  |                                                      |
|  | Hominidae (Orang-outan, Gorille, Chimpanzé et Homme) |
|  |                                                      |

|  | Cebidae (Sapajou, Singes-écureuil, Ouistiti, Tamarin…)                                                  |
|  | |
|  | \| \| Pitheciidae (Saki, Ouakari, Titi…) \| \| \| \| \| \| Atelidae (Atèle, Singe-hurleur…) \| \| \| \| |
|  | |
|  | Pitheciidae (Saki, Ouakari, Titi…)                                                                      |
|  | |
|  | Atelidae (Atèle, Singe-hurleur…)                                                                        |
|  | |

|  | Pitheciidae (Saki, Ouakari, Titi…) |
|  |                                    |
|  | Atelidae (Atèle, Singe-hurleur…)   |
|  |                                    |

Le genre Proconsul est un genre basal des Hominoidea. Il a donné son nom à la famille des Proconsulidae et à la sous-famille des Proconsulinae.

## Liste d'espèces
Le genre Proconsul comprend cinq espèces, décrites sur la base de fossiles trouvés au Kenya et en Ouganda et datés de 22 à 14 millions d'années :
- † Proconsul africanus (Hopwood, 1933)
- † Proconsul major (Le Gros Clark & Leakey, 1950)
- † Proconsul gitongai (Pickford & Kunimatsu, 2005)
- † Proconsul meswae (Harrison & Andrews, 2009)
- † Proconsul legetetensis (Pickford et al., 2009)

Elles se distinguent nettement par la taille :
- Proconsul africanus se déplaçait dans les arbres à l'aide de ses quatre membres. Son poids est estimé à 18 kg. Il habitait les forêts d'altitude humides ;
- Proconsul major était le plus grand, avec un poids allant de 50 à 75 kg. Il habitait aussi les forêts d'altitude humides.

Deux autres espèces apparentées appartiennent au nouveau genre Ekembo :
- Ekembo heseloni habitait les forêts claires, aux sous-bois formés de buissons ;
- Ekembo nyanzae avait le même type d'habitat mais était plus grand, avec un poids estimé à 28 kg, et avait un museau plus allongé.

## Étymologie
Le nom de genre Proconsul (« avant Consul ») aurait été choisi par son découvreur, Arthur Tindell Hopwood (d), en référence à un chimpanzé savant nommé Consul qui paraissait dans une comédie jouée à Londres en 1933. D'autres sources indiquent que le chimpanzé Consul était un pensionnaire du zoo de Londres.